# Eudognina
Eudognina är ett släkte av fjärilar. Eudognina ingår i familjen tandspinnare.
Kladogram enligt Catalogue of Life:
| Eudognina | \| \| Eudognina encausta \| \| \| \| \| \| Eudognina viridirosea \| \| \| \| |
|           | \| \| Eudognina encausta \| \| \| \| \| \| Eudognina viridirosea \| \| \| \| |
|           | Eudognina encausta                                                           |
|           |                                                                              |
|           | Eudognina viridirosea                                                        |
|           |                                                                              |